# Pfarrkirche Kuchl

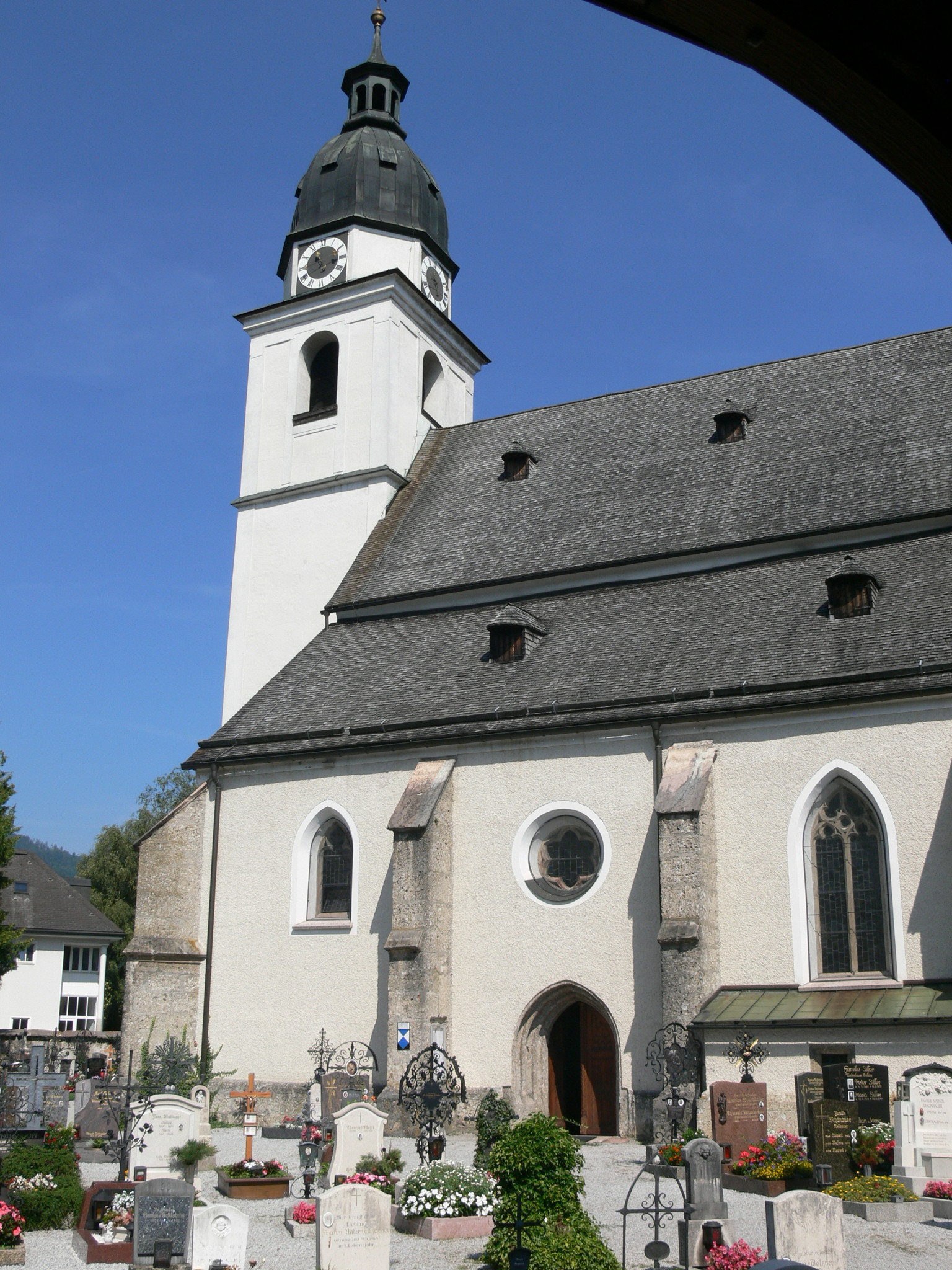
Südportal

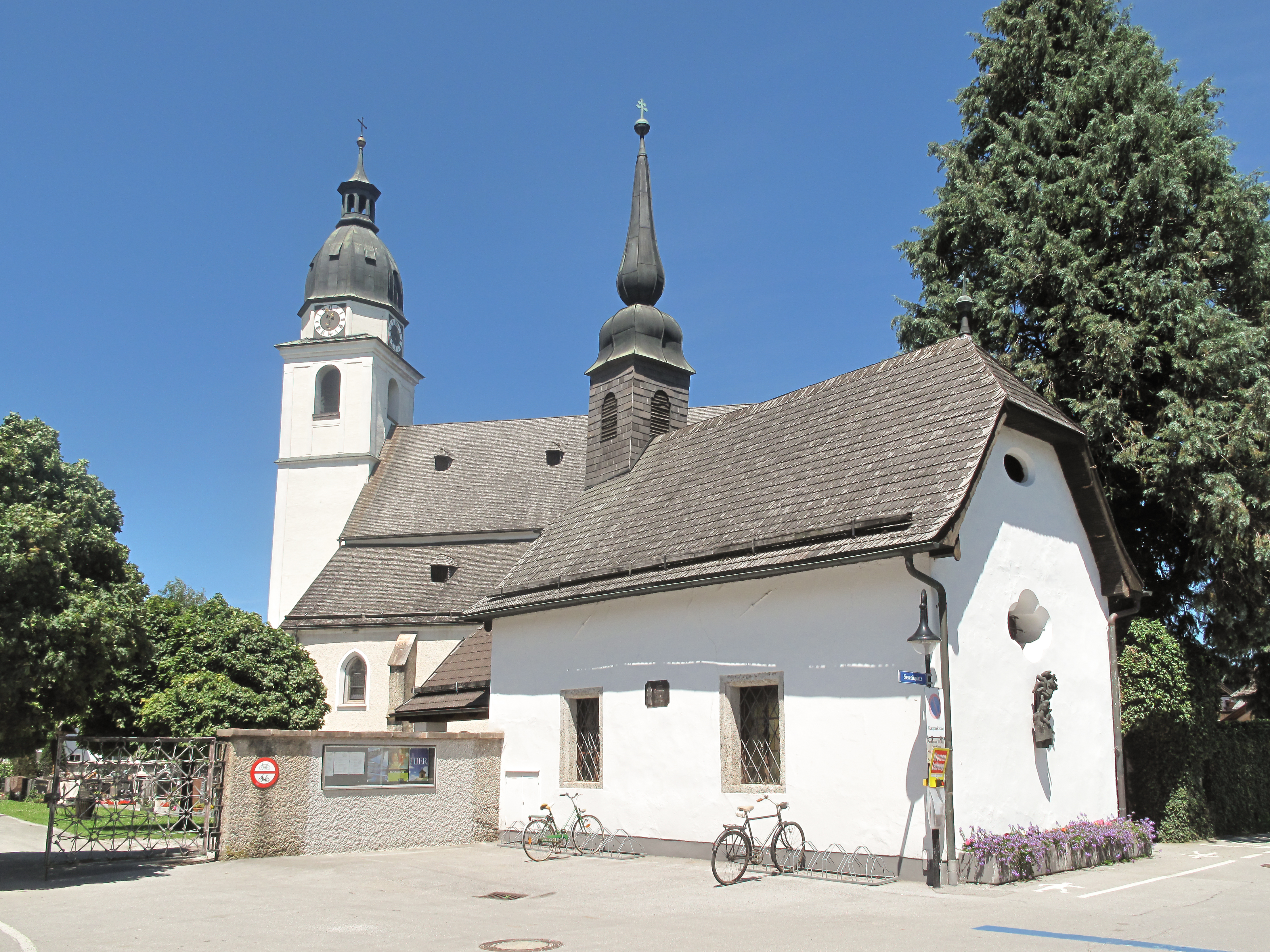
Seelenkapelle (1690) im Friedhof, südlich der Pfarrkirche

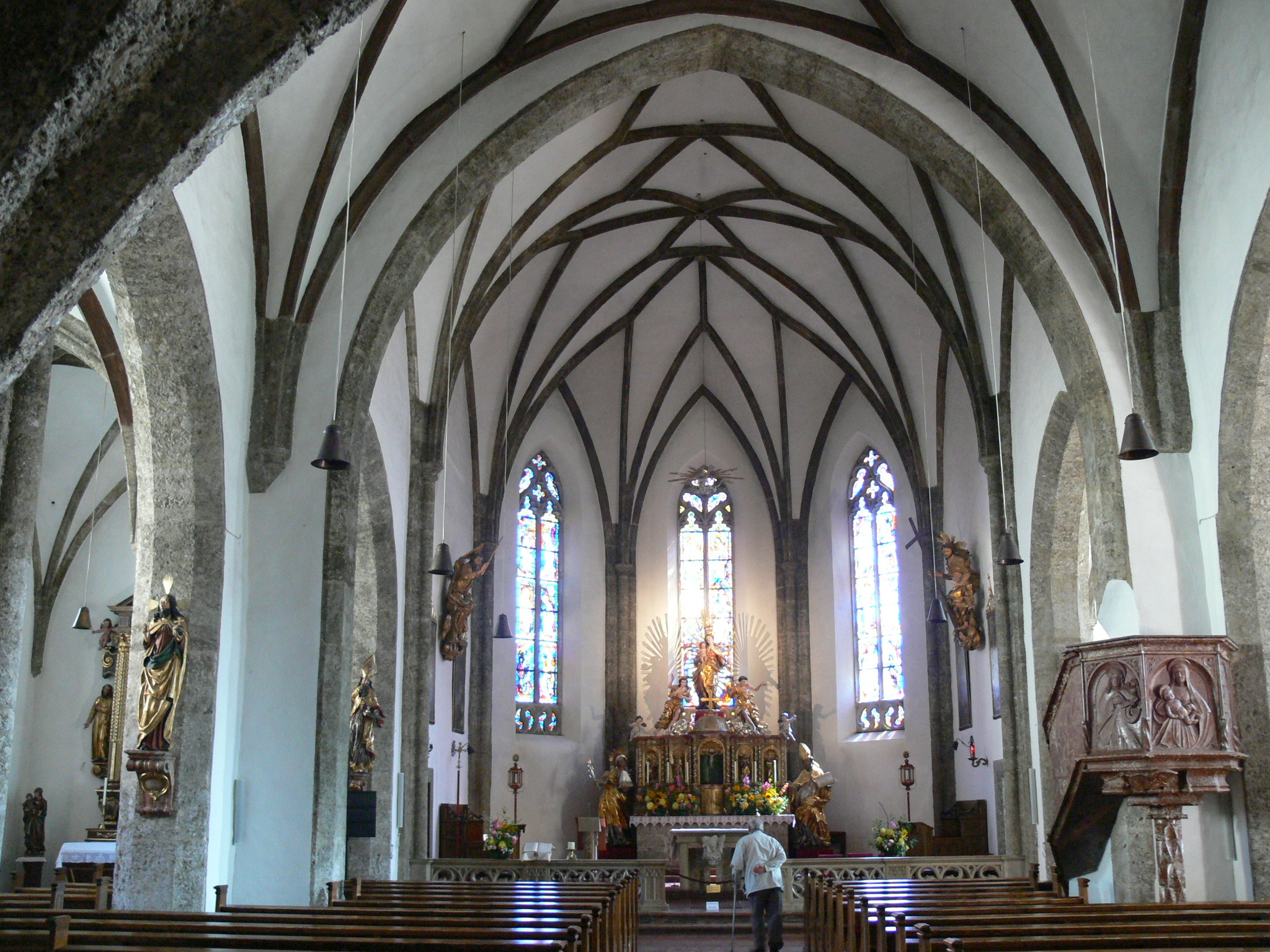
Langhaus mit Chor

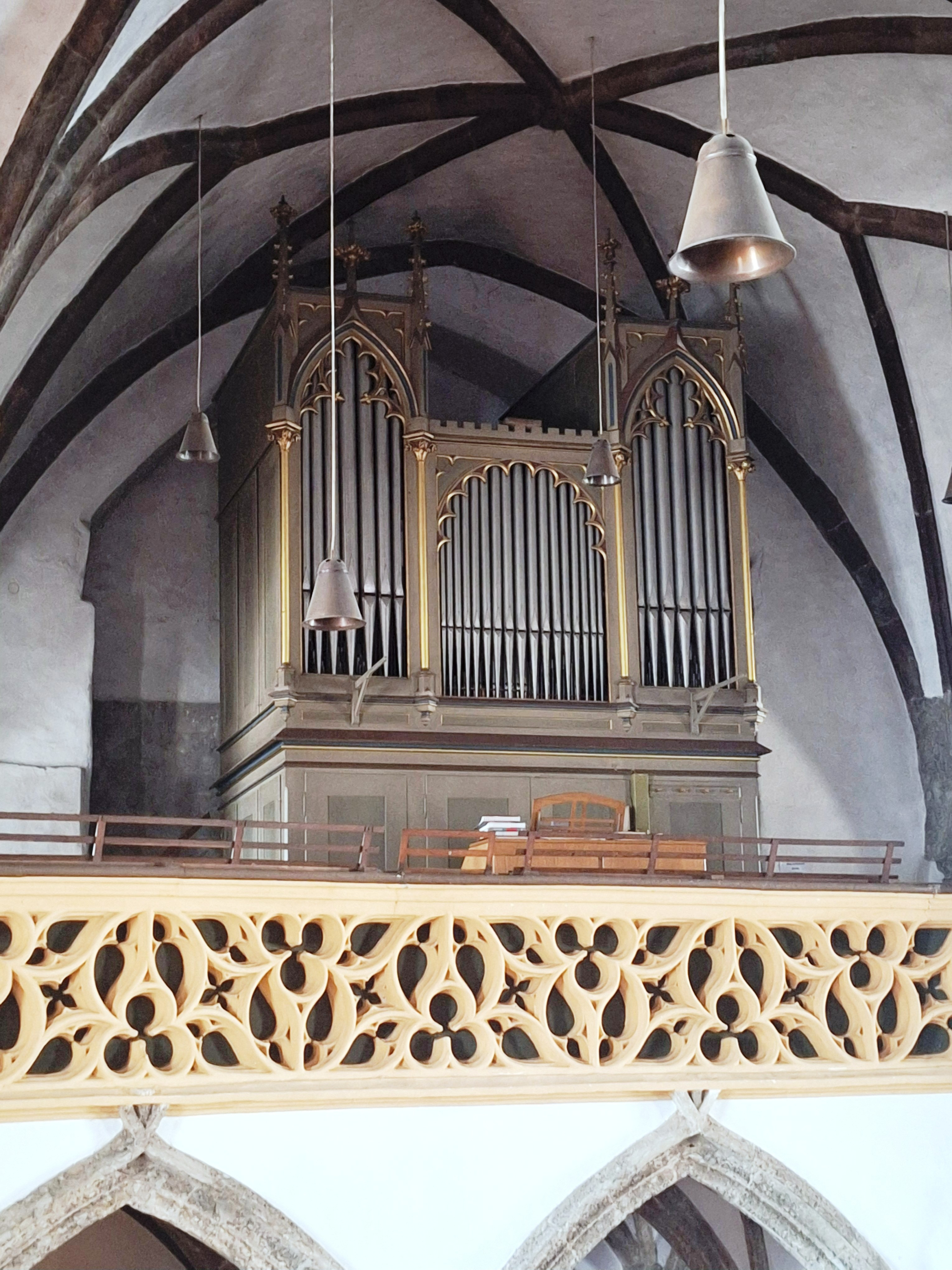
Franz Mauracher-Orgel, 1901

Die römisch-katholische Pfarrkirche Kuchl steht im Südwesten von Kuchl im Bezirk Hallein im Land Salzburg.
Die Pfarrkirche zu U.L. Frau Himmelfahrt und zum Hl. Pankraz gehört zum Dekanat Hallein in der Erzdiözese Salzburg. Das Patrozinium wird am 15. August gefeiert. Die Kirche steht unter Denkmalschutz.

## Geschichte
Eine Kirche wurde um 470 urkundlich genannt. Die Reste von zwei romanische Vorgängerbauten wurden 1977 ergraben. Nach einem Brand erfolgte im Anfang des 13. Jahrhunderts ein Neubau. Die Pfarre wurde 1244 dem Salzburger Domkapitel geschenkt. 1955 war eine Außen- und 1977 eine Innenrestaurierung.
Wie aus dem Kirchenführer der Region hervorgeht, war diese Kirche laut Angabe im Grundbuch ursprünglich der Hl. Maria Magdalena geweiht.

## Architektur
Kirchenäußeres
Die spätgotische Staffelhalle mit einem Satteldach mit einer umlaufenden Hohlkehle mit einem Westturm ist von einem Friedhof umgeben. Das Mittelschiff geht in einen gleich breiten Chor mit einem Dreiseitschluss über. Die Seitenschiffe mit abgeschrägten Enden im Osten haben Pultdächer. Die Strebepfeiler der Seitenschiffe sind zweifach abgestuft und bei den Ecken der Westfront übereck gestellt. Die zwei Strebepfeiler beim Chor sind dreifach abgestuft. Im Norden und Süden sind im zweiten Joch des Langhauses mehrfach gekehlte spitzbogige spätgotische Portale. Die Fenster sind spitzbogig und erhielten im 19. Jahrhundert ein Maßwerk. Im Süden ist beim dritten Joch zwischen zwei Strebepfeilern ein eingeschoßiger Anbau mit einem Pultdach mit einem Abgang in die Krypta.
Die Westgiebelfassade hat einen mittig vorgestellten Turm. Der Turm ist unten aus dem Anfang des 13. Jahrhunderts und oben barock mit einem abschließenden Gesims mit einem darüberliegenden kurzen achtseitigen Aufsatz mit einem Glockenhelm mit einer achtseitigen Laterne von 1789. Die Turmhalle ist kreuzgratgewölbt mit einem romanischen gekehlten Portal um 1200 zum Langhaus. Am Rundbogen des Portals sind Fragmente einer romanischen ornamentalen und figuralen Malerei.
Kircheninneres
Das dreijochige dreischiffige Langhaus hat spätgotische Vierrautensterngewölbe auf Runddiensten und Konsolen. Der zweijochige Chor mit einem Dreiachtelschluss hat spätgotische Sechsrautensterngewölbe auf Runddiensten. Das nördliche vierjochige Seitenschiff hat Zweiparallelrippengewölbe, hierbei sind im Chorjoch die Zweiparallelrippen um 90 Grad gedreht. Im Norden schließt an das Seitenschiff eine zweigeschoßige spätgotische Sakristei mit gratigen Sterngewölbe in beiden Geschoßen und einem spätgotischen Portal mit geradem Sturz und seitlichen Konsolen beim Aufgang zum Obergeschoß. Das südliche vierjochige Seitenschiff hat Zweiparallelrippengewölbe und einen Chor mit einem Fünfachtelschluss mit einem Gewölbe mit fließender Rautenkonfiguration.
Die spätgotische Krypta wurde in der Mitte des 19. Jahrhunderts freigelegt und hat seit 1955 einen Zugang als Anbau am südlichen Seitenschiff. Die zweijochige Krypta mit einem Dreiachtelschluss hat ein Sternrippengewölbe auf Runddiensten mit Basen und im Westen einen anschließenden Raum unter einem Tonnengewölbe. Die Altarmensa in der Krypta schuf Josef Zenzmaier (1980) und enthält eine Religuie des hl. Marcellinus. In der Krypta ist eine Inschriftplatte Notar vom Bischof von Chiemsee, gestorben 1471. Die Bänke sind aus der Mitte des 19. Jahrhunderts.

## Ausstattung
Der Hochaltar trägt die Figur Maria mit Kind und die Konsolfiguren Cäcilia und Ambrosius, alle aus der ersten Hälfte des 18. Jahrhunderts. Der barockisierte Tabernakel (1955) trägt die Figuren Jakobus, Bartholomäus, Judas Thaddäus, Andreas aus dem 18. Jahrhundert, welche aus der Filialkirche Obertauern hierher übertragen wurden.

### Orgel
Das Instrument aus dem Jahr 1901 stammte von dem noch jugendlichen Franz Mauracher (1881–1949), der nach dem frühen Tod seines Vaters Hans Mauracher († 12. Juni 1900) den Betrieb weiterführen musste, aber erst 1903 übernehmen konnte, als er volljährig wurde. Franz Mauracher ersetzte mit dem Neubau ein Instrument, welches sein Großvater Matthäus Mauracher d. Ä. geschaffen hatte und ein Manual aufwies. Die Kollaudierung der neuen pneumatischen Orgel erfolgte am 4. Juli 1901 und wurde von P. German Niederstätter und Hermann Spies vorgenommen.
Disposition 1901
| I. Manual C–f3 |            |       |
| 1.             | Bourdun    | 16′   |
| 2.             | Principal  | 8′    |
| 3.             | Gamba      | 8′    |
| 4.             | Gedackt    | 8′    |
| 5.             | Spitzflöte | 8′    |
| 6.             | Flöte      | 4′    |
| 7.             | Octav      | 4′    |
| 8.             | Mixtur     | 2 ⁄3′ |

| II. Manual C–f3 |                 |    |
| 9.              | Geigenprincipal | 8′ |
| 10.             | Salicional      | 8′ |
| 11.             | Philomela       | 8′ |
| 12.             | Gemshorn        | 4′ |

| Pedal C–d1 |             |     |
| 13.        | Violon      | 16′ |
| 14.        | Subbass     | 16′ |
| 15.        | Violoncello | 8′  |
| 16.        | Bassflöte   | 8′  |

- Die Orgel war mit sog. 3 Membranenwindladen ausgestattet.
- Koppeln: II/I, I/P, II/P
- Spielhilfen: 1. Fortissimo, 2. Forte, 3. Mezzoforte, 4. Piano und 5 freie Combinationen sowie Manual-, Pedal- und Sub- und Superoctavkoppel […]